# Annéot
Annéot je francouzská obec v departementu Yonne, v regionu Burgundsko-Franche-Comté. V roce 2008 zde žilo 150 obyvatel.

## Poloha
Obec leží 4 km na severozápadně od města Avallon. Sousedí s obcemi: Annay-la-Côte, Étaule, Avallon, Pontaubert, Vault-de-Lugny, Girolles, Tharot.